# 2:a divisionen (kejserliga japanska armén)
2:a divisionen (japanska: 第2師団, Daini shidan) var en japansk infanteridivision  i kejserliga japanska armén, som existerade mellan 1888 och 1945, som deltog i andra världskriget. Dess anropssignal var Courageous Division (勇兵団, Isamu-heidan).

## H istoria
Divisionen bildades först i Sendai i januari 1871 som Sendai-garnisonen (仙台鎮台, Sendai chindai). Enheten fungerade som ett av de sex regionala kommandoförbanden i den splitternya japanska armén.
Sendai-garnisonen ansvarade för Tohokudistriktet, den norra delen av Honshū. De regionala kommandotrupperna blev omstrukturerade till divisioner under omorganisationen av armén den 14 maj 1888, på den preussiske militärrådgivaren Jakob Meckel rekommendation till den japanska regeringen.
2:a divisionens högkvarter låg i Sendai slott där Tohoku Universitet idag har sitt campus. Divisionen bestod bland annat av Sendais fjärde infanteriregemente, Aomoris femte infanteriregemente, Shibatas sextonde infanteriregemente, Akitas sjuttonde infanteriregemente och, efter omorganisationen, Wakamatsus tjugonionde infanteriregemente.

### Första kinesisk-japanska krigetoch detrysk-japanska kriget
Under första kinesisk-japanska kriget och rysk-japanska kriget fick 2:a divisionen ett bra rykte för sin effektivitet under nattoperationer.

### Andra kinesisk-japanska krigetoch detSovjet-japanska gränskriget
Mellan 1930 och 1933 leddes 2:a divisionen av Jiro Tamon. År 1931 flyttades divisionen till Kwantung-armén i Manchuriet där divisionen ledde de inledande offensiverna i invasionen av Manchuriet, Jiangqiao-kampanjen, Jinzhou-operationen och i försvaret av Harbin efter Mukdenincidenten.
Under andra kinesisk-japanska kriget stred divisionen i invasionen av Chahar i augusti 1937, och i slaget om Xuzhou i mars 1938.
Senare under 1939 då 2:a divisionen var stationerad med den tredje armén vid gränsen mellan Sovjetunionen och Korea, Primorsky Krai, stred den i slagen om Khalkhin Gol.

### Stillahavskriget
2:a divisionen blev omplacerad till den södra fronten under fältmarskalk Terauchi Hisaichi, och var en av divisionerna som ockuperade Nederländska Ostindien. Divisionen landade i Merak hamn i staden Cilegon den 1 mars 1942, och fortsatte mot Bandung den 9 mars. Efter att de nederländska styrkorna hade kapitulerat flyttades 2:a divisionen till Rabaul den 13 september. Divisionen stannade i Rabau i en månad tills den behövde förflyttas till västra Matanikaufloden i Guadalcanal. Under landningen vid floden förlorade divisionen cirka 700 män under mindre strider längs floden. Slaget om Henderson Field den 24 oktober 1942 resulterade i större förluster för divisionen då japanerna drevs tillbaka under sina anfall. Divisionen förlorade över 7 000 män på Guadalcanal. Efteråt flyttades delar av divisionen till ockuperade Brittiska Malaya och Singapore för garnisonsplikt.
År 1944 beordrades divisionen till Burma för att försvara mot den brittiska återockuperingen som en strategisk reservenhet. Divisionen blev utplånad i Burma och dess kvarlevande blev förflyttade till den japanska trettioåttonde armén i Franska Indokina.